# Суперкубок Бахрейну з футболу 2016
Суперкубок Бахрейну з футболу 2016  — 7-й розіграш турніру. Матч відбувся 26 серпня 2016 року між чемпіоном Бахрейну клубом Аль-Хідд та володарем кубка Короля Бахрейну клубом Аль-Мухаррак.
| Володар Суперкубка Бахрейну 2016 |
| -------------------------------- |
|                                  |
| Аль-Хідд Другий титул            |

## Матч

### Деталі
| 26 серпня 2016 18:45 (EEST) |

| Аль-Хідд        | 1:0 | Аль-Мухаррак |
| --------------- | --- | ------------ |
| Аль-Ромаїхі 60' |     |              |

| Бахрейнський національний стадіон, Ріффа Арбітр: Наваф Абдулла Гайят Шукралла |